# خوان مانويل بوردابيري
خوان مانويل بوردابيري (بالإسبانية: Juan Manuel Bordaberry)‏ هو لاعب كرة قدم أرجنتيني، ولد في 18 فبراير 1985 في Laprida, Buenos Aires ‏ في الأرجنتين. لعب مع نادي كونسيبسيون ‏.

## وصلات خارجية
- خوان مانويل بوردابيري على موقع قاعدة بيانات كرة القدم.إي يو (الإنجليزية)
- خوان مانويل بوردابيري على موقع Soccerway.com (الإنجليزية)